# Alfredo Duprat
Alfredo Duprat (Lisboa, Conceição Nova, 21 de junho de 1810 — Londres, Kensington, 24 de agosto de 1881), 1.º visconde de Duprat, foi um militar e diplomata, membro da Comissão Conjunta Anglo-Portuguesa que tratava dos escravos capturados na luta contra o tráfico negreiro. O major Duprat foi o primeiro oficial comandante da Cape Town Volunteer Artillery (CVA), quando a unidade foi criada na Cidade do Cabo em 26 de agosto de 1857. Foi cônsul-geral de Portugal em Londres.

## Biografia
Nasceu em Lisboa, filho de de Sebastião Duprat e de Anne Octavie Duprat. Viveu longos anos em Cape Town, onde casou.

## Título de visconde Duprat
Alfredo Duprat foi feito 1.º visconde de Duprat por decreto de 12 de julho de 1870, do rei D. Luís I de Portugal. O título foi usado pelas seguintes pessoas:
- Alfredo Duprat, 1.º visconde de Duprat;
- Carlos Eduardo de Duprat (Lisboa, 13 de novembro de 1841 — Rio de Janeiro, 8 de agosto de 1908), sobrinho do anterior.